# Парк программного обеспечения Наньган (станция метро)
«Парк программного обеспечения Наньган» (англ. Nangang Software Park; кит. 南港軟體園區) — станция линии Вэньху Тайбэйского метрополитена, открытая 4 июля 2009. Располагается между станциями «Выставочный центр Наньган» и «Дунху». Находится на территории района Нэйху в Тайбэе.

## Техническая характеристика
Станция «Парк программного обеспечения Наньган» — эстакадная с боковыми платформами. Для перехода на противоположную платформу оборудован мостик над путями. На станции имеется два выхода, оснащённых эскалаторами и лифтами для пожилых людей и инвалидов. На станции установлены платформенные раздвижные двери.